# 1016 Анітра
1016 Анітра (1924 QG, 1929 TE1, 1016 Anitra) — астероїд головного поясу, відкритий 31 січня 1924 року.
Тіссеранів параметр щодо Юпітера — 3,633.